# Taniquetil
Aparecido en la obra El Silmarillion, de J.R.R. Tolkien, Taniquetil significa "Alto pico blanco", la más alta montaña de las Pelóri y la más alta de Arda, sobre cuya cima se encuentra Ilmarin, las mansiones de Manwë y Varda. Desde donde Manwë podía ver todas las tierras de Arda que se extendían a sus pies. Los Altos elfos Vanyar viven en sus laderas.
El Taniquetil se encontraba en la parte central y oriental de la cordillera, no muy lejos del único paso que atravesaba las montañas. Este paso recibía el nombre de Calacirya, el "Paso (o Desfiladero) de la Luz", pues permitía el paso de la Luz de los Árboles.
También llamada "la Montaña blanca", "la Montaña Sagrada", y "la Montaña de Manwë". Pero el nombre más usado era el Quenya Oiolossë que significa "Nieves Eternas", traducido al Sindarin como Amor Uilos; pero, de acuerdo con la Valaquenta, era "la torre extrema de Taniquetil".

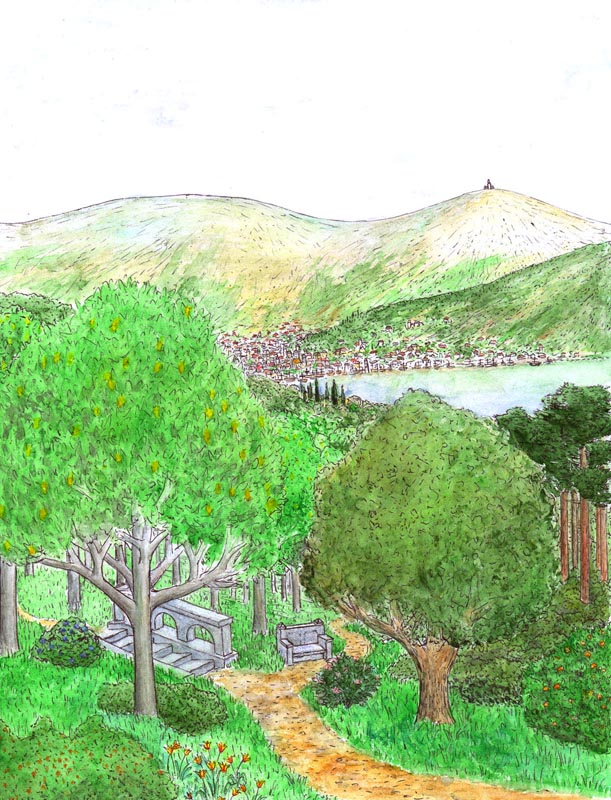
Los Nísimaldar, árboles fragantes de Númenor.

Una de las especies de los árboles fragantes, o Nísimaldar, que crecían en la isla de Númenor se llamaba taniquelassë («hoja de Taniquetil») en recuerdo de esta montaña.